# L'Ours et l'Amateur des jardins
L’Ours et l’Amateur des jardins est la dixième fable du livre VIII de Jean de La Fontaine, situé dans le deuxième recueil des Fables de La Fontaine, édité pour la première fois en 1678.
La Fontaine s'est basé sur la fable « D'un jardinier et d'un ours », dans une version issue de l'ainsi nommé Livre des Lumières de Pilpay, traduction en français d'une version persane du Livre de Kalîla et Dimna par Gilbert Gaulmin en 1644.

Cette fable a d'ailleurs donné lieu en Iran à une expression critique et sarcastique toujours fréquemment employée : « amitié de tante l'ours » (« dusti-e xâle xerse »)[réf. nécessaire]. La seconde morale est popularisée en Iran : les bonnes intentions de l'ours sont reconnues, il est même cordialement qualifié de « tante », ne blâmant que l'ignorance.

## Photographies et icônographie

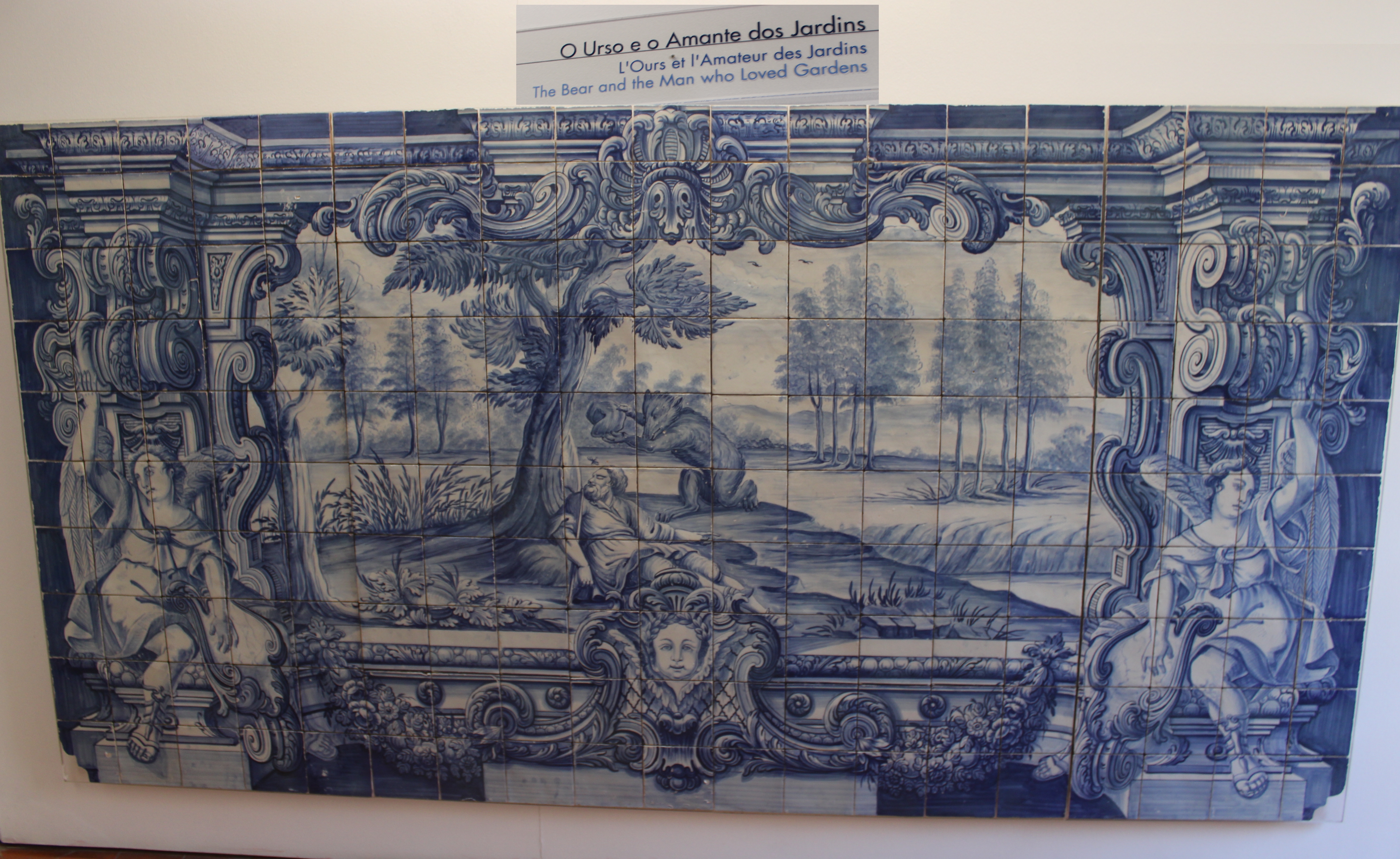
L'ours et l'amateur de jardin - Azulejos - Monastère de Saint-Vincent de Fora (Lisbonne).
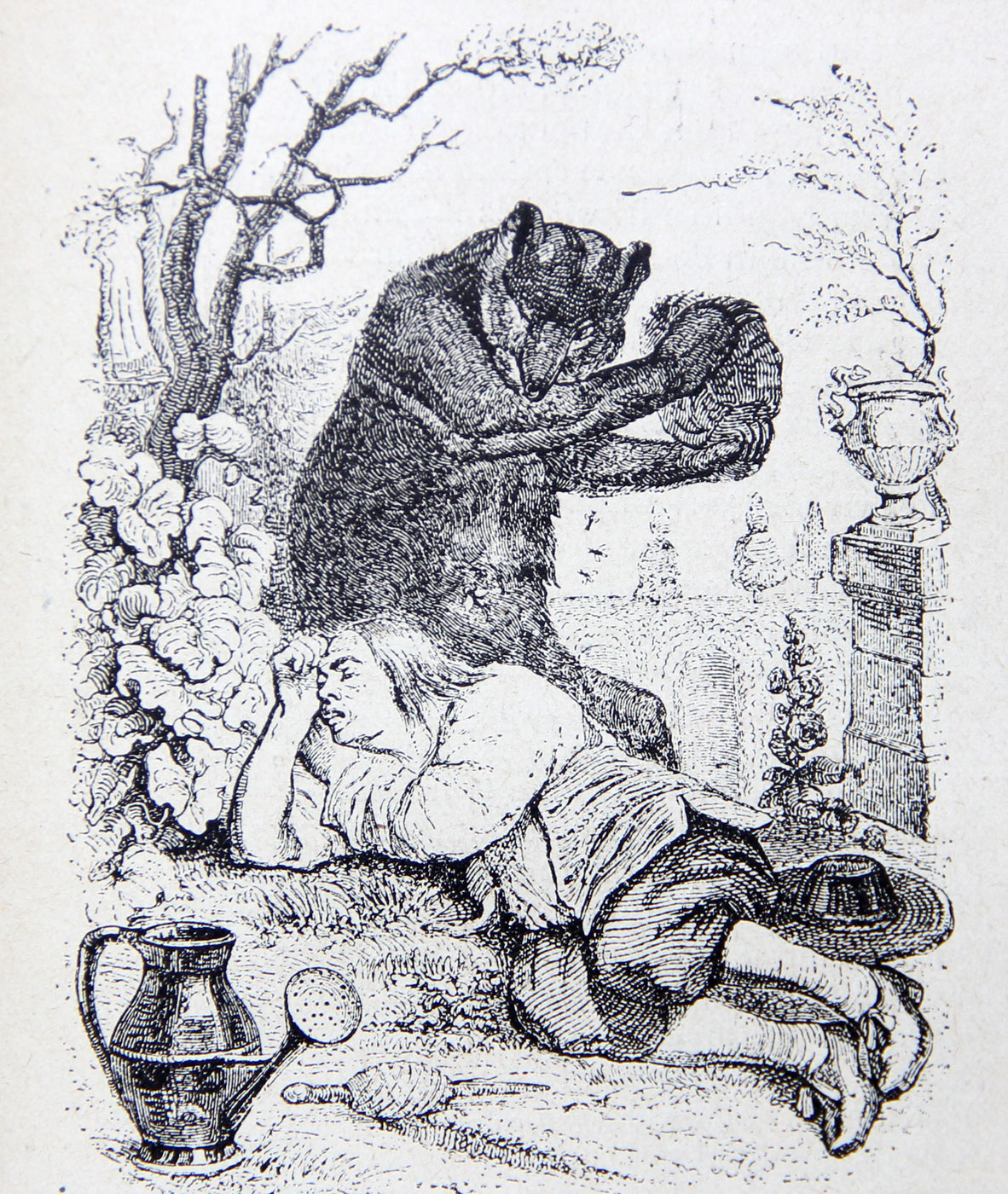
Dessin de J.J. Grandville (1838-1840).
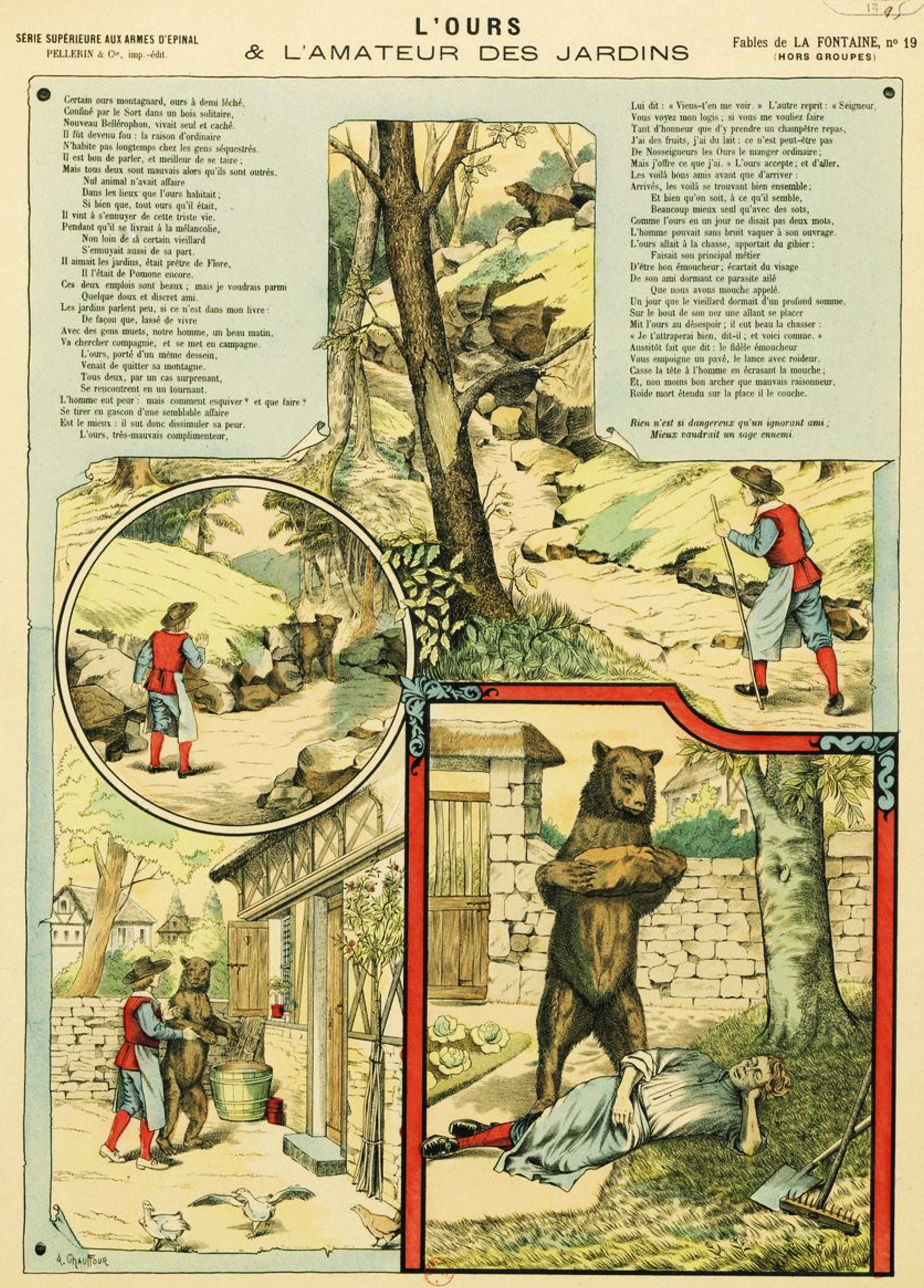
Image d’Épinal, estampe de E. Phosti (1895).
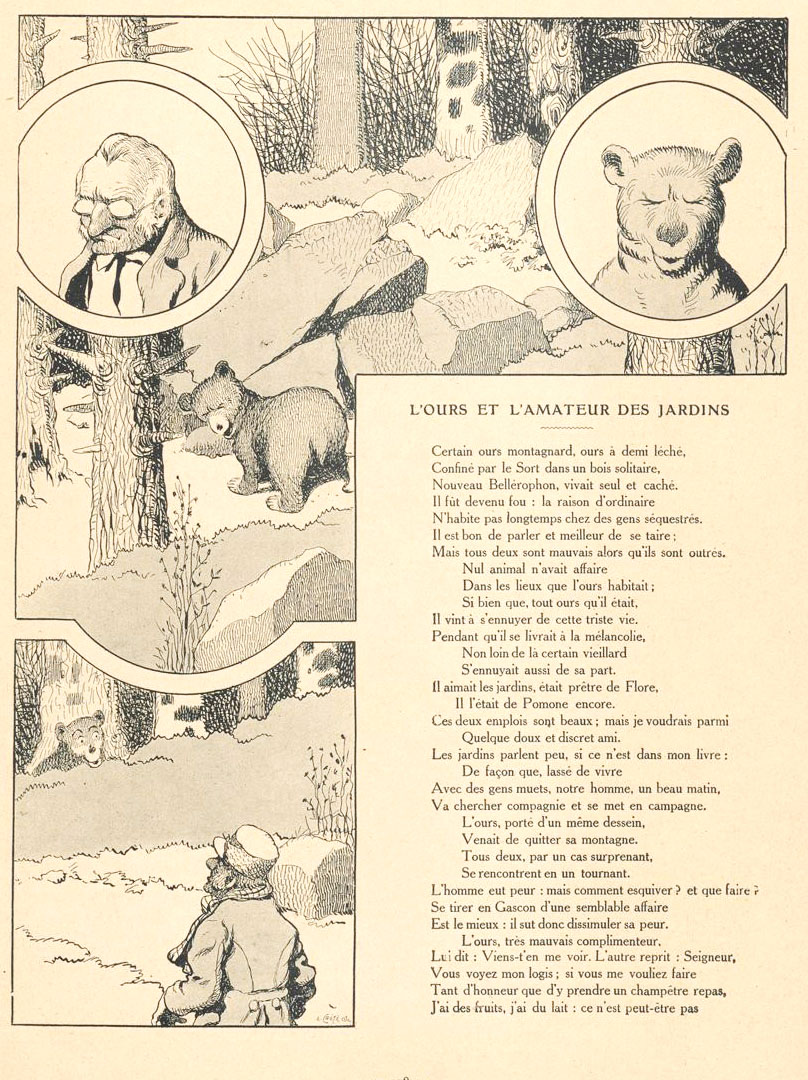
Bande dessinée de Benjamin Rabier (1906) (début).
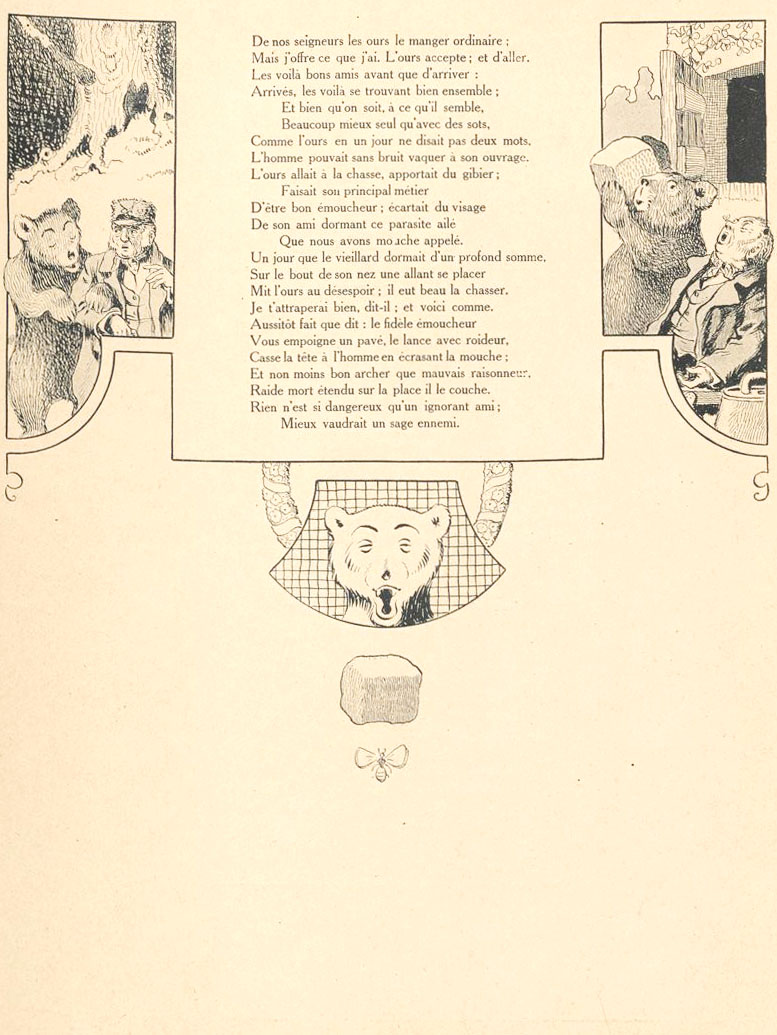
Bande dessinée de Benjamin Rabier (1906) (fin).
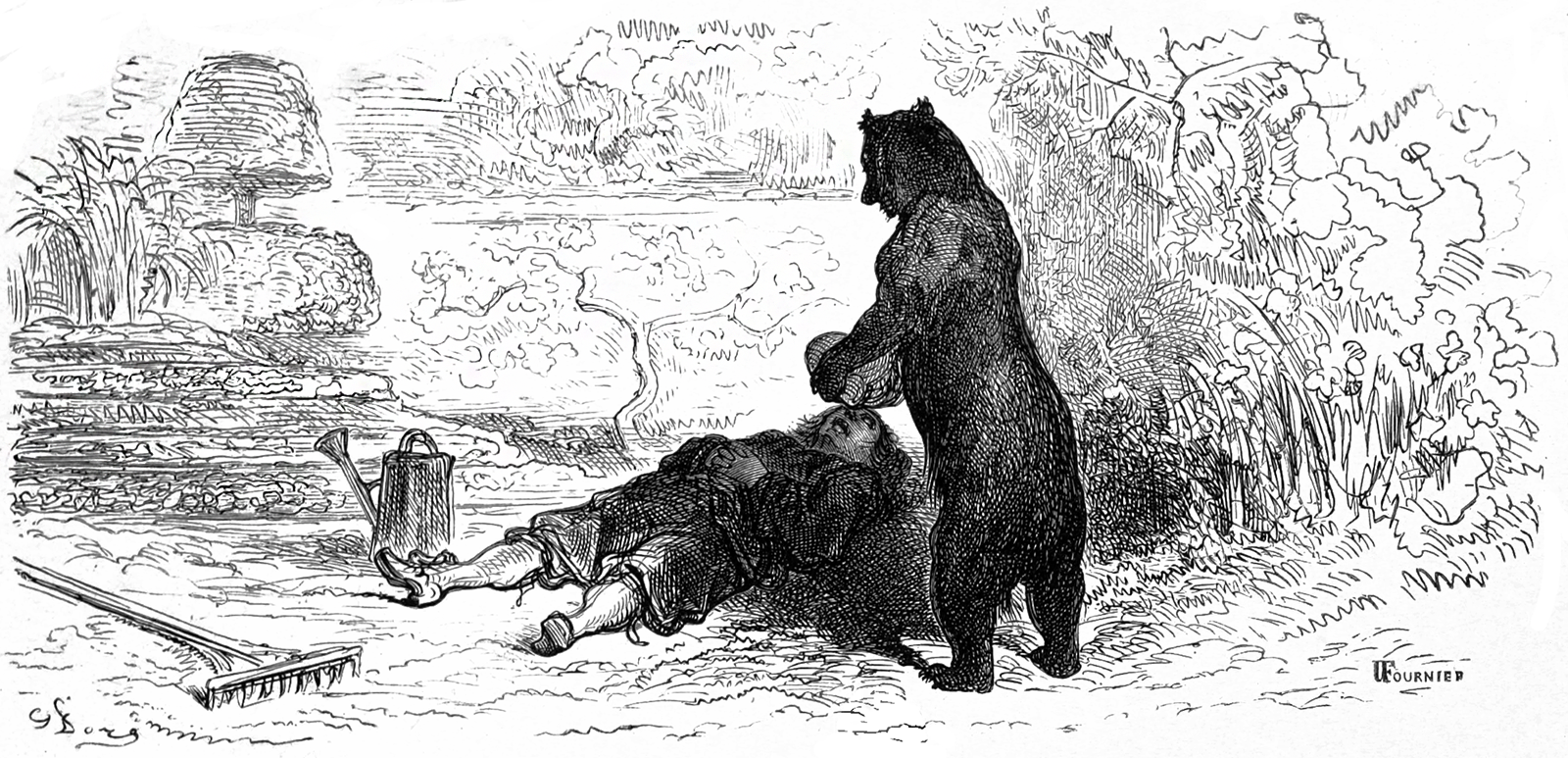
Gravure de Gustave Doré (1876).
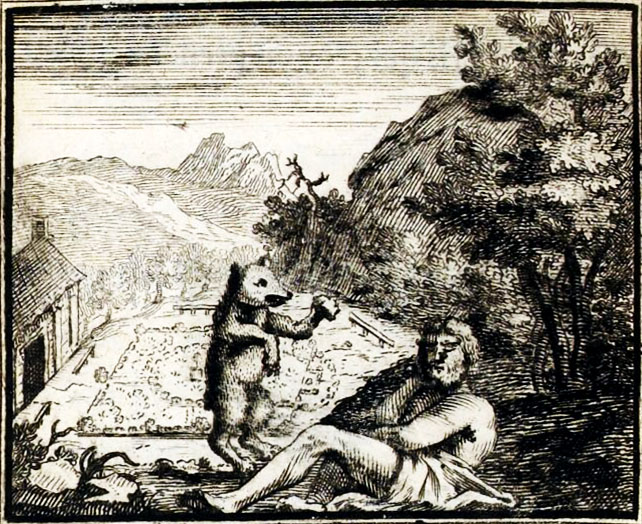
Gravure de François Chauveau (1688).

## Texte
L'OURS ET L'AMATEUR DES JARDINS
Certain Ours montagnard, Ours à demi léché,

Confiné par le sort dans un bois solitaire,

Nouveau Bellérophon vivait seul et caché.

Il fût devenu fou ; la raison d'ordinaire

N'habite pas longtemps chez les gens séquestrés :

Il est bon de parler, et meilleur de se taire,

Mais tous deux sont mauvais alors qu'ils sont outrés.

               Nul animal n'avait affaire

               Dans les lieux que l'Ours habitait ;

               Si bien que tout ours qu'il était

Il vint à s'ennuyer de cette triste vie.

Pendant qu'il se livrait à la mélancolie,

               Non loin de là certain vieillard

               S'ennuyait aussi de sa part.

Il aimait les jardins, était prêtre de Flore,

               Il l'était de Pomone encore.

Ces deux emplois sont beaux ; mais je voudrais parmi

               Quelque doux et discret ami.

Les jardins parlent peu, si ce n'est dans mon livre ;

               De façon que, lassé de vivre

Avec des gens muets, notre homme un beau matin

Va chercher compagnie, et se met en campagne.

               L'Ours, porté d'un même dessein,

               Venait de quitter sa montagne.

               Tous deux, par un cas surprenant,

               Se rencontrent en un tournant.

L'homme eut peur : mais comment esquiver ? et que faire ?

Se tirer en Gascon d'une semblable affaire

Est le mieux : il sut donc dissimuler sa peur.

               L'Ours, très mauvais complimenteur,

Lui dit : « Viens-t'en me voir. » L'autre reprit : « Seigneur,

Vous voyez mon logis ; si vous me vouliez faire

Tant d'honneur que d'y prendre un champêtre repas,

J'ai des fruits, j'ai du lait : Ce n'est peut-être pas

De nos seigneurs les ours le manger ordinaire ;

Mais j'offre ce que j'ai. » L'Ours l'accepte ; et d'aller.

Les voilà bons amis avant que d'arriver ;

Arrivés, les voilà se trouvant bien ensemble ;

               Et bien qu'on soit à ce qu'il semble

               Beaucoup mieux seul qu'avec des sots,

Comme l'Ours en un jour ne disait pas deux mots,

L'Homme pouvait sans bruit vaquer à son ouvrage.

L'Ours allait à la chasse, apportait du gibier ;

               Faisait son principal métier

D'être bon émoucheur, écartait du visage 

De son ami dormant, ce parasite ailé

               Que nous avons mouche appelé.

Un jour que le vieillard dormait d'un profond somme,

Sur le bout de son nez une allant se placer

Mit l'Ours au désespoir ; il eut beau la chasser.

« Je t'attraperai bien, dit-il. Et voici comme. »

Aussitôt fait que dit : le fidèle émoucheur

Vous empoigne un pavé, le lance avec roideur,

Casse la tête à l'homme en écrasant la mouche,

Et non moins bon archer que mauvais raisonneur,

Roide mort étendu sur la place il le couche.

Rien n'est si dangereux qu'un ignorant ami ;

               Mieux vaudrait un sage ennemi.
— Jean de La Fontaine, Fables de La Fontaine, L'Ours et l'Amateur des jardins, texte établi par Jean-Pierre Collinet, Fables, contes et nouvelles, Gallimard, « Bibliothèque de la Pléiade », 1991, p. 307